# Skånegriffen
Skånegriffen er landskabsvåben for Skåne. Det består af hovedet af en heraldisk grif som optræder i flere skånske våbenskjolde. Byen Malmø fik det afrevne grifhoved tildelt som byvåben af kong Erik af Pommern i 1437. Efter Sveriges overtagelse af Skånelandene i 1658 blev det også brugt som landskabsvåben for landsdelen Skåne. Griffen sås også i kong Eriks nordiske unionssegl og stammer fra hans pommerske slægt. Den indgår stadig i den tyske delstat Mecklenburg-Vorpommerns våben.

## Galleri
- Skåne len.
- Kristianstads len.
- Malmöhus len.
- Skånes landskabsvåben til Karl X Gustavs begravelse

- Erik af Pommerns våben med griffen nederst til højre
- Logo for Kockums.
- Scania-Vabis-logo.